# Азија Арђенто
Азија Арђенто, (итал. Asia Argento; рођена као Арија Марија Виторија Роса Арђенто 20. септембар 1975. у Риму, Италија) италијанска је глумица, редитељка и бивши топ модел. Два пута је добила награду Дејвид ди Донатело, италијански пандан Оскару, за најбољу глумицу.
Ћерка је редитеља Дарија Арђента и глумице Дарије Николоди. И са оцем и са мајком често сарађује на филмовима. Због бројних улога у хорор филмовима сврстава се међу „краљице вриска”.

## Биографија
Азија је рођена у Риму, као ћерка познатог италијанског редитеља хорор филмова, Дарија Арђента и глумице Дарије Николоди. Иако је рођена као Арија Арђенто, одувек се представља под именом Азија, да би га касније и званично променила.
Азија је једном приликом изјавила како није имала близак однос са својим оцем и да је због његовог одсуства имала несрећно детињство. Са 8 година објавила је књигу поема, а са 14 година побегла је од куће. Дуго је патила од агoрaфобије, која јој је стварала проблеме и у глумачкој каријери.
Има двоје деце, старију ћерку Ану Лу (којој је дала име по преминулој полусестри) и млађег сина Николу Ђованија. Била је у браку са Мичелом Цеватијем од 2008. до 2013, када је Њујорк тајмс објавио да је Арђентова сексуално злостављала 20 година млађег глумца Џимија Бенета. Азија је порекла све тврдње.
Била је и у вези са познатим америчким куваром Ентонијем Бурденом

## Каријера
Каријеру је започела у хорор филмовима свог оца. Заједно са мајком, тумачила је главну улогу у Мајки суза, последњем делу његове трилогије о Три мајке. Тумачила је и једну од главних улога у Џорџ Ромеровој Земљи живих мртваца. Позната је и по улогама у филмовима Краљица Марго и Марија Антоанета.
Била је члан жирија у италијанској верзији X фактора.

## Филмографија
| Улоге Азије Арђенто |                     |               |                     |                        |
| Година              | Српски назив        | Изворни назив | Улога               | Напомена               |
| 1986                | Демони 2            |               | Ингрид Халер        |                        |
| 1990                | Два зла ока         |               | Бетин глас          | у италијанској верзији |
| 1993                | Траума              |               | Аура Петреску       |                        |
| 1994                | Краљица Марго       |               | Шарлот де Саве      |                        |
| 1996                | Стендалов синдром   |               | детективка Ана Мани |                        |
| 1998                | Фантом из опере     |               | Кристина Дае        |                        |
| 2000                | Гримизна дива       |               | Ана Батиста         |                        |
| 2005                | Земља живих мртваца |               | Слек                |                        |
| 2006                | Марија Антоанета    |               | Мадам ду Бари       |                        |
| 2007                | Мајка суза          |               | Сара Манди          |                        |
| 2012                | Дракула 3D          |               | Луси Кислингер      |                        |
| 2022                | Иза тамних наочара  |               | Рита                |                        |